# Rúben Manuel Pereira Alves
Rúben Manuel Pereira Alves (sinh ngày 19 tháng 3 năm 1995) là một cầu thủ bóng đá người Bồ Đào Nha thi đấu cho Anadia theo dạng cho mượn từ S.C. Braga B ở vị trí tiền đạo.

## Sự nghiệp câu lạc bộ
Ngày 28 tháng 8 năm 2016, Alves có màn ra mắt cho Braga B trong trận đấu tại LigaPro 2016–17 trước Famalicão.